# Yomiuri Giants
O Yomiuri Giants (読売ジャイアンツ, Yomiuri Jaiantsu) é um  time de beisebol da cidade de Tóquio, Japão. O time compete na Liga Central da NPB, seu estádio é o Tokyo Dome, inaugurado em 1988. O time é chamado de "Tokyo Giants" ou de "Yomiyuri".

## MLB jogadores

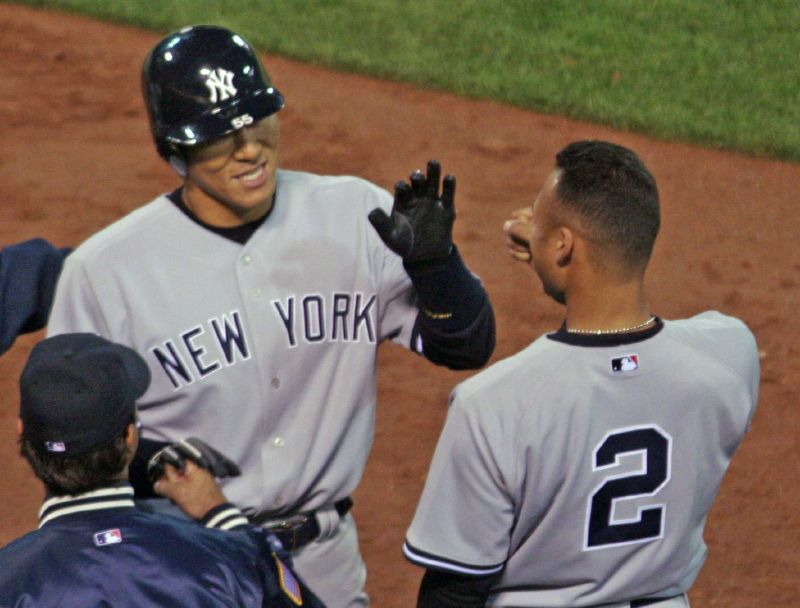
Hideki Matsui

Ativo:
- Koji Uehara (2009-)

Retirados:
- Takashi Kashiwada (1998)
- Takahito Nomura (2002)
- Masumi Kuwata (2007)
- Ken Kadokura (2009)
- Hideki Matsui (2003–2012)